# Братья Квей
Братья Куай, также Квай (англ. Brothers Quay, Stephen and Timothy Quay, 17 июня 1947 года, Норристаун, Пенсильвания) — американские режиссёры-аниматоры Стивен Куай и Тимоти Куай, братья-близнецы.

## Биография
Учились в Филадельфийском художественном колледже, затем — там же, в Художественном университете. С 1969 года живут и работают в Великобритании. Окончили Королевский художественный колледж в Лондоне.

## Творчество
Снимают короткометражные, документальные и полнометражные фильмы — рисованные, кукольные, игровые. Испытали влияние анимации Валериана Боровчика, Яна Леницы, Владислава Старевича, но особенно — Яна Шванкмайера, которому посвятили фильм (1984). В литературе их привлекают Кафка, Бруно Шульц, Роберт Вальзер, Мишель де Гельдерод, Адольфо Биой Касарес, Фелисберто Эрнандес, в музыке — Стравинский, Яначек. Выступают также как театральные художники: оформляли лондонские постановки оперы «Любовь к трем апельсинам» Прокофьева, «Мещанина во дворянстве» Мольера, «Стульев» Ионеско и других. Снимались в фильме Питера Гринуэя «Падения» (1980). Делали клип для Питера Гэбриэла, видео для рок-группы His Name Is Alive и др.
Оказали значительное влияние на формирование творческого стиля канадских режиссёров Мацека Щербовски и Криса Лависа.

## Фильмография

### Полнометражные фильмы
- Институт Бенжамента / The Institute Benjamenta (1995, игровой полнометражный фильм по Р. Вальзеру)
- Настройщик землетрясений /The Piano Tuner of Earthquakes (2006, игровой полнометражный, специальное упоминание на МКФ в Локарно)
- Санаторий под Клепсидрой / Sanatorium Under the Sign of the Hourglass (2024, по рассказу Бруно Шульца)

### Короткометражные фильмы
- Nocturna Artificialia (1979)
- Punch and Judy (1980)
- Ein Brudermord (1981)
- The Eternal Day of Michel De Ghelederode (1981)
- The Unnameable Little Broom — Epic of Gilgamesh (1981)
- Igor, The Paris Years Chez Pleyel (1983, документальный фильм о Стравинском)
- Leos Janacek: Intimate Excursions (1983)
- The Cabinet of Jan Švankmajer (1984)
- The Street of Crocodiles (1986, по Б.Шульцу)
- Sledge Hammer (1986)
- Rehearsals for Extinct Anatomies (1988)
- Still Nacht (1988)
- The Pond (1989)
- The Comb (1990)
- De Artificiali Perspectiva or Anamorphosis (1991)
- Are We Still Married? (Still Nacht II) (1992)
- Look What the Cat Drug In (Long Way Down) (1993)
- Tales from the Vienna Woods (Still Nacht III) (1993)
- Can’t Go Wrong Without You (1993)
- Stille Nacht IV: Can’t Go Wrong Without You (1993)
- The Summit  (1995)
- Black Soul Choir (1996)
- In Absentia (2000)
- The Sandman (2000)
- Duet (2000)
- Stille Nacht V: Dog Door (2001)
- Poor Roger (2003)
- Oranges and Lemons (2003)
- Green Gravel (2003)
- Jenny Jones (2003)
- The Phantom Museum: Random Forays Into the Vaults of Sir Henry Wellcome’s Medical Collection (2003)
- Inwentorium Śladów (2009)
- Maska (2010)
- Bartók Béla: Sonata for Solo Violin (2011)
- Through the Weeping Glass: On the Consolations of Life Everlasting (Limbos & Afterbreezes in the Mütter Museum) (2011)
- The Metamorphosis (2012)
- Unmistaken Hands: Ex Voto F.H. (2013)
- The Doll's Breath (2019)
- Vade mecum (2020)
- 11 Preliminary Orbits Around Planet Lem (2021)